# Pers-Jussy
Pers-Jussy är en kommun i departementet Haute-Savoie i regionen Auvergne-Rhône-Alpes i sydöstra Frankrike. Kommunen ligger i kantonen Reignier-Ésery som tillhör arrondissementet Saint-Julien-en-Genevois. År 2022 hade Pers-Jussy 3 207 invånare.

## Befolkningsutveckling
Antalet invånare i kommunen Pers-Jussy
| Referens: INSEE |